# Sinezona danieldreieri
Sinezona danieldreieri is een slakkensoort uit de familie van de Scissurellidae. De wetenschappelijke naam van de soort is voor het eerst geldig gepubliceerd in 2008 door Geiger.